# Siphona humeralis
Siphona humeralis là một loài ruồi trong họ Tachinidae.